# Maçanet de Cabrenys
Maçanet de Cabrenys est une commune de la comarque d'Alt Empordà dans la Province de Gérone en Catalogne (Espagne). Elle se trouve à la frontière de la France.

## Géographie

### Localisation
Maçanet de Cabrenys est une commune située dans le nord-est de la Catalogne, frontalière avec la France et limitrophe des Pyrénées-Orientales.

### Communes limitrophes
Les communes limitrophes sont  Albanyà, Amélie-les-Bains-Palalda, Coustouges, Céret, Darnius, Maureillas-las-Illas, Reynès, Saint-Laurent-de-Cerdans et Sant Llorenç de la Muga.
| Coustouges (France) Saint-Laurent-de-Cerdans (France) | Amélie-les-Bains-Palalda (France) Reynès (France) Céret (France) | Maureillas-las-Illas (France) |
|                                                       | Maçanet de Cabrenys                                              | La Vajol                      |
| Albanyà                                               | Sant Llorenç de la Muga                                          | Darnius                       |

Sur son côté nord, Maçanet de Cabrenys jouxte les communes françaises de :
- Coustouges sur 170 m, du Creu del Canonge à la borne frontière no  544,
- Saint-Laurent-de-Cerdans, de la borne frontière no  544 au Puig del Torne,
- Amélie-les-Bains-Palalda, du Puig del Torne au Roc de France,
- Reynès, sur 300 m sur la partie est du Roc de France,
- Céret, du Roc de France au Pic des Salines,
- Maureillas-las-Illas, du Pic des Salines au Puig del Faig.

### Localités habitées
Outre l'agglomération, sept autres localités sont peuplées :
| Localité            | Habitants |
| ------------------- | --------- |
| Arnera              | 32        |
| les Creus           | 8         |
| Maçanet de Cabrenys | 639       |
| les Mines           | 7         |
| Oliveda             | 6         |
| les Salines         | 8         |
| Tapis               | 29        |
| els Vilars          | 6         |

### Géologie et relief

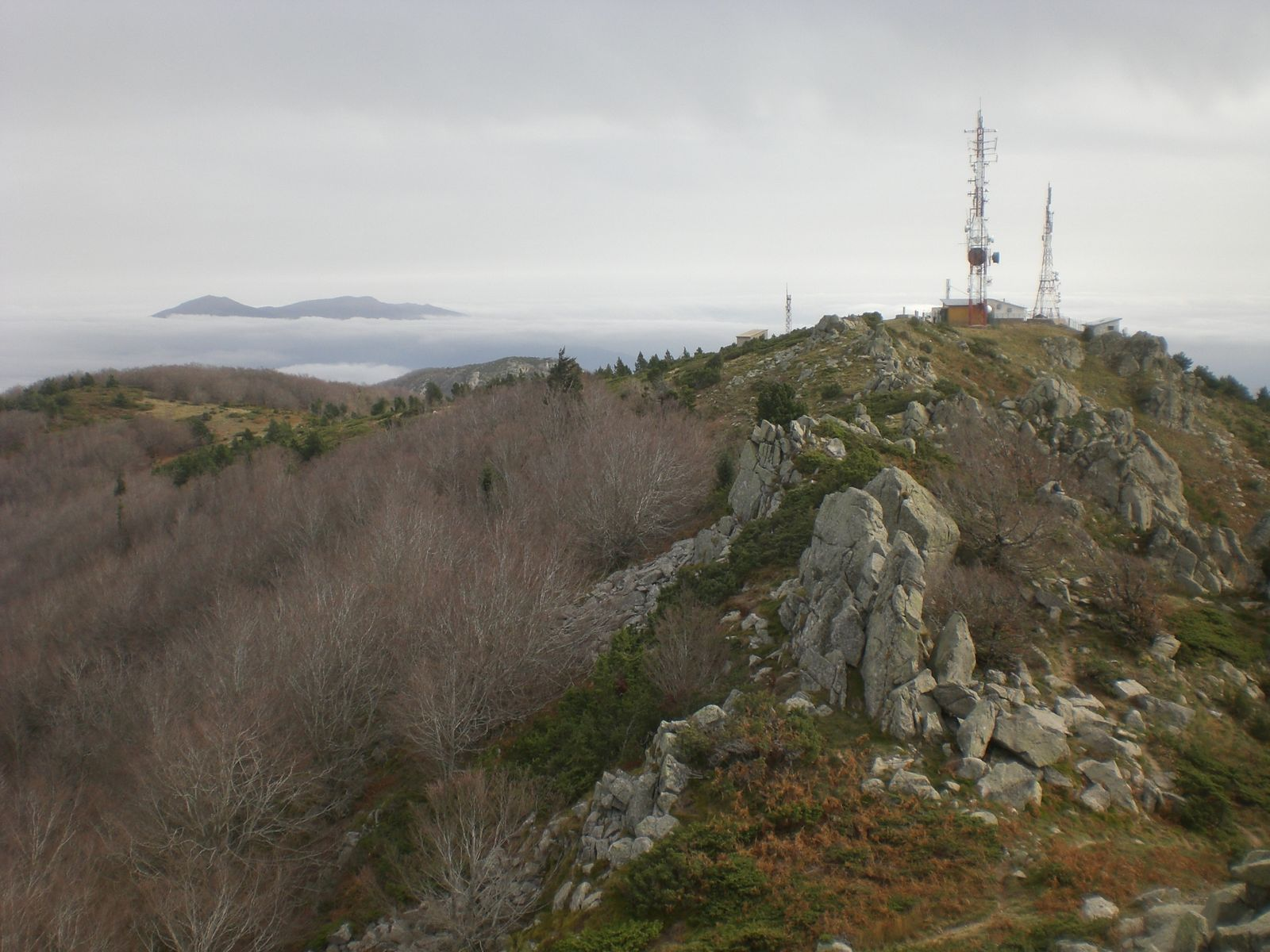
Vue d'El Moixer

Au sommet du Puig El Moixer est implanté un centre émetteur de télécommunication et Radio-TV diffusant notamment la TDT (TNT) nationale espagnole et les TV régionales de Catalogne pour la couverture nord de cette province avec débordements hertziens sur une partie du Roussillon.
À proximité, le Roc de Frausa dit aussi Roc de France qui est un point frontalier.

### Voies de communication et transports
La commune est reliée à la France par la route GI 503 traversant la commune espagnole d'Albanyà pour rejoindre le pont transfrontalier et la route départementale 3 en direction de Coustouges.

## Histoire

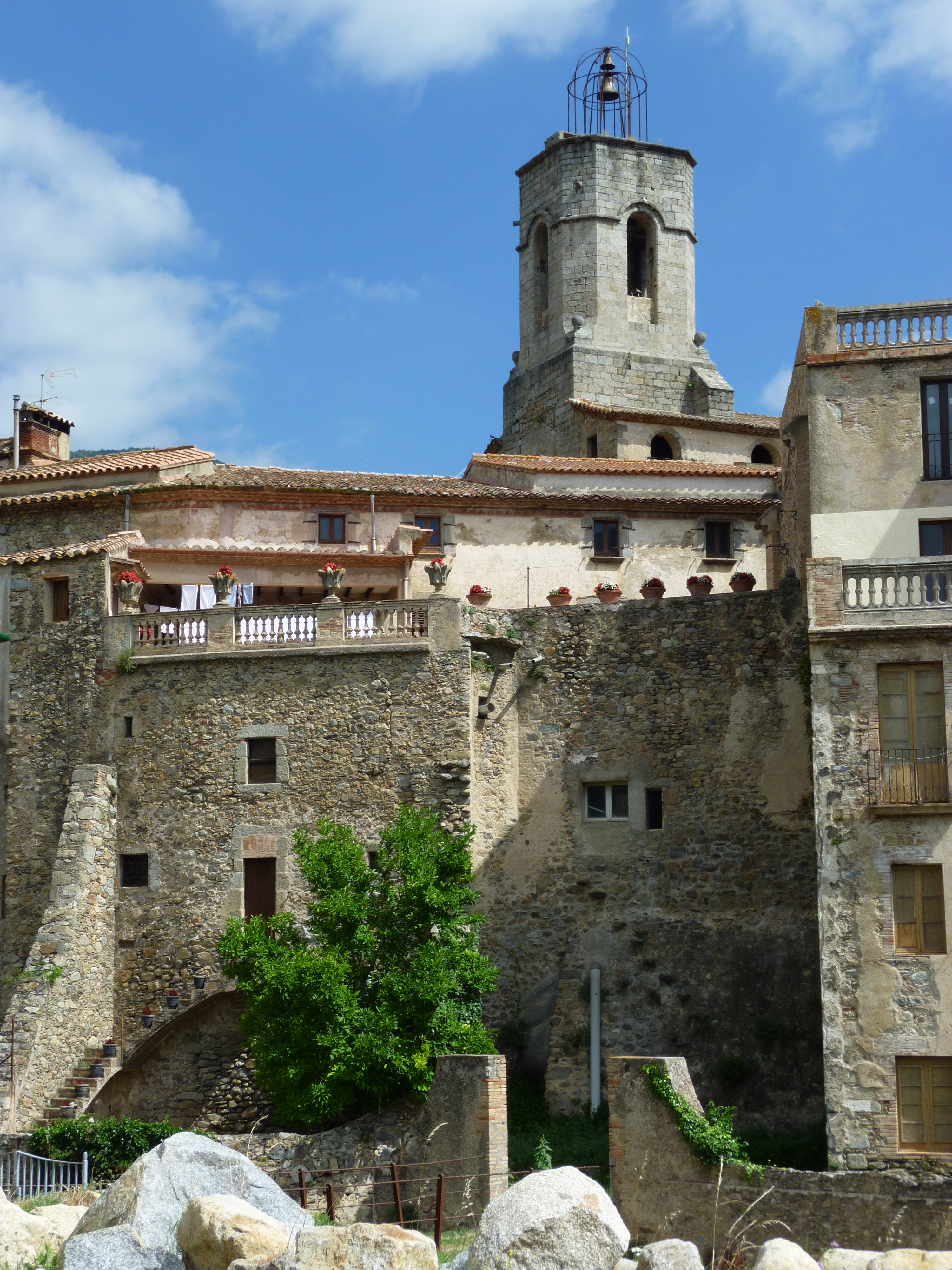
Le clocher de l'église de Sant Martí après les maisons du vieux pont

Au XIXe siècle, près la rivière Arnera ont été trouvées des haches néolithiques qui, avec le menhir de La Pedra Dreta, démontrent que la vallée de l'Arnera était peuplée à l'époque préhistorique. Le premier document nommant le lieu apparaît dans le précepte de Louis le Pieux de l'an 814. Dans celui-ci il est mentionné que Céret est limitrophe au sud de villam quæ dicitur Macanetum.
En l'an 954 le comte Guifré II de Besalú fait donation au monastère de Sant Pere de Camprodon de l'alleu de Tapis, pour que soit bâti le sanctuaire des Salines. Pendant le Moyen Âge il a été fortifié, en conservant restes de la muraille avec trois couvertures du XVe siècle. En 1440 on a ajouté de Cabrenys au nom de Maçanet, parce que la possession du village passe à la baronnie de Cabrenys, de la lignée des Rocabertí. En 1553 la peste noire y anéantit la moitié de la population. En juillet 1675 le lieutenant-général français Le Bret, avec 1 500 hommes, pille le village.

## Économie

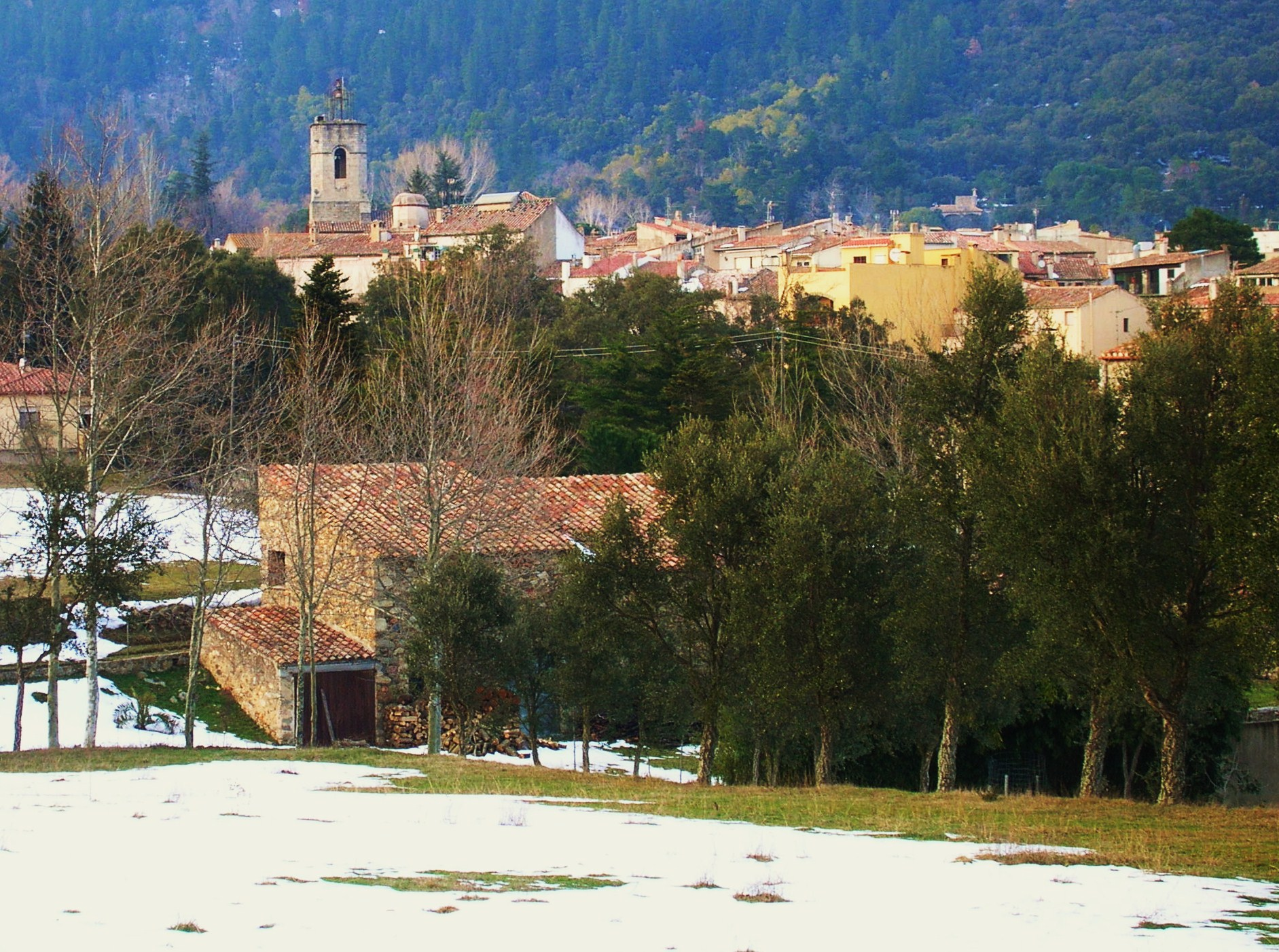
Maçanet de Cabrenys en hiver

Le village possède des nombreuses sources et son climat agréable attire de nombreux touristes, qui sont la principale source de revenus économiques, ainsi que la construction, l'agriculture et l'élevage.  Les restaurants y sont nombreux. Une usine d'embouteillage de l'eau de la source de Les Creus y est implantée, qui actuellement appartient au groupe Vichy Catalán. Il existait auparavant une industrie textile et métallurgique ainsi que des usines de bouchons de liège et une grande usine de pipes. Maintenant il ne reste quelques petits ateliers. L'agriculture, l'élevage et l'industrie forestière ont presque disparu.

## Culture locale et patrimoine

### Lieux et monuments
L'église Saint-Martin
L'église Saint-Martin, du XIIe siècle ou XIIIe siècle, appartient au roman tardif. Elle se compose d'une seule nef rectangulaire couverte par une voûte en arc ogival et d'une  abside en demi-cercle couverte par une voûte en forme d'amande. Le portail est composé d'un tympan-lisse de quatre arcs et d'une archivolte; la porte, en bois, est décorée avec du fer forgé caractéristique de l'époque.

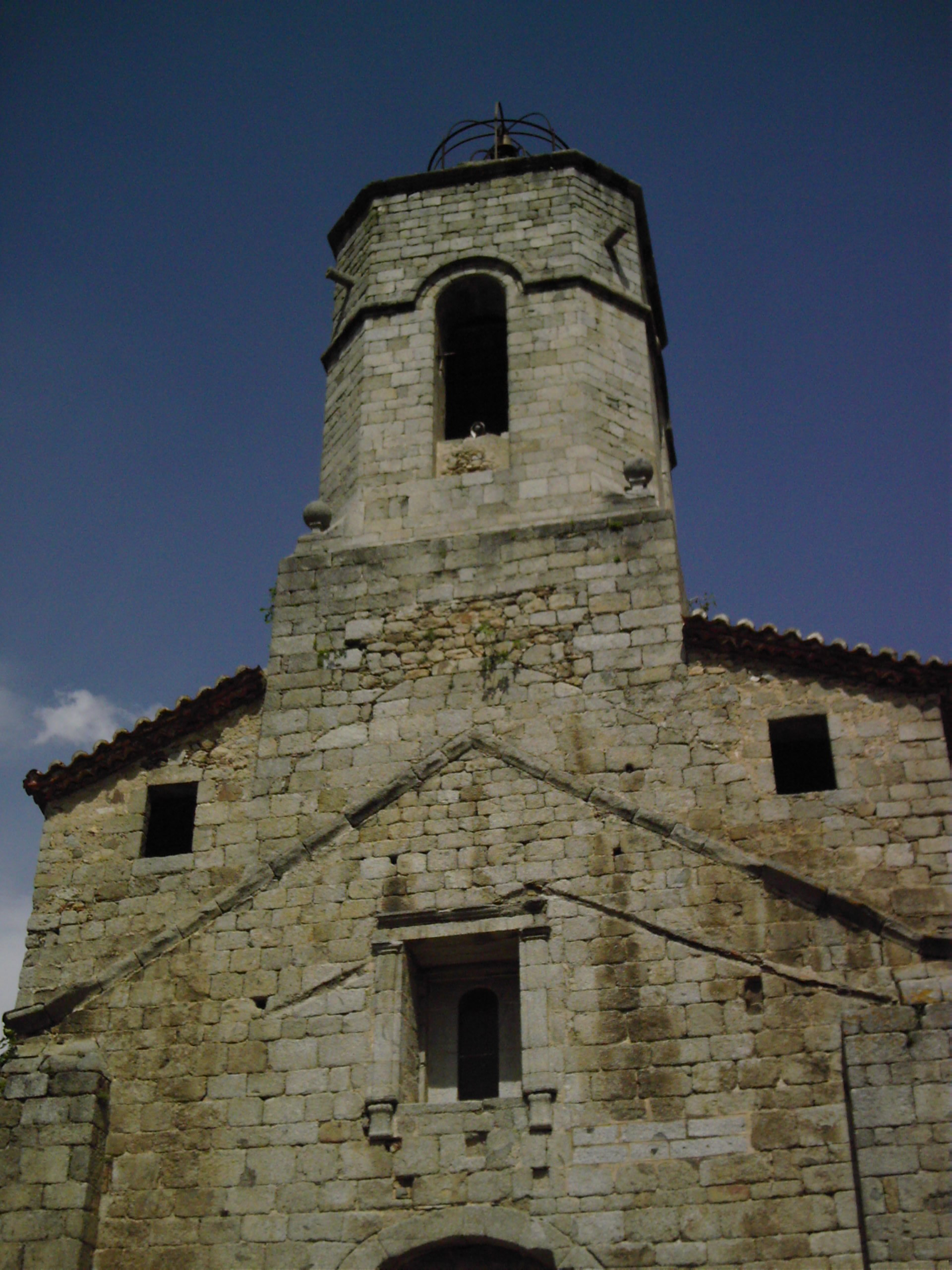
Façade de l'église
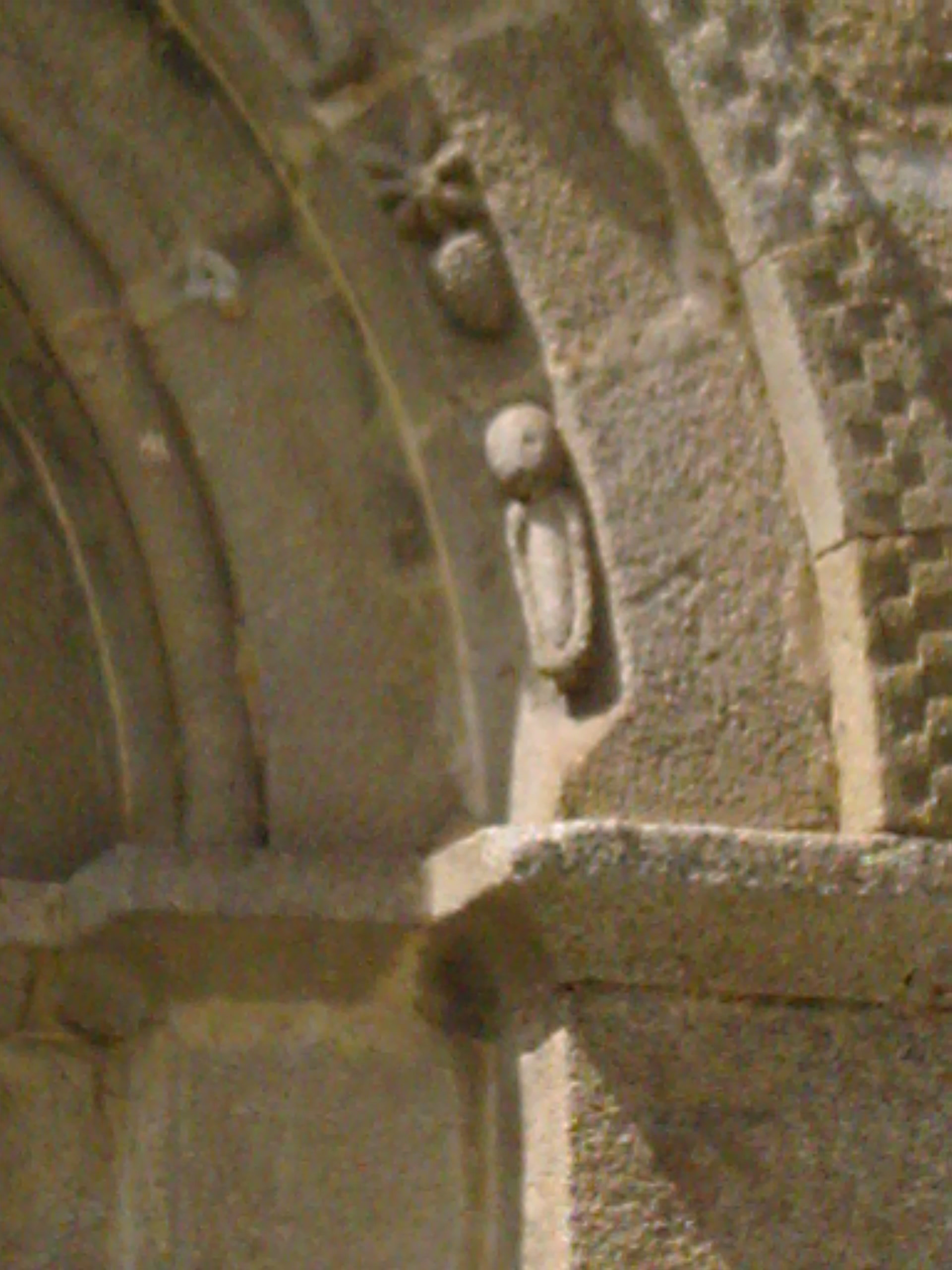
Détail du portail
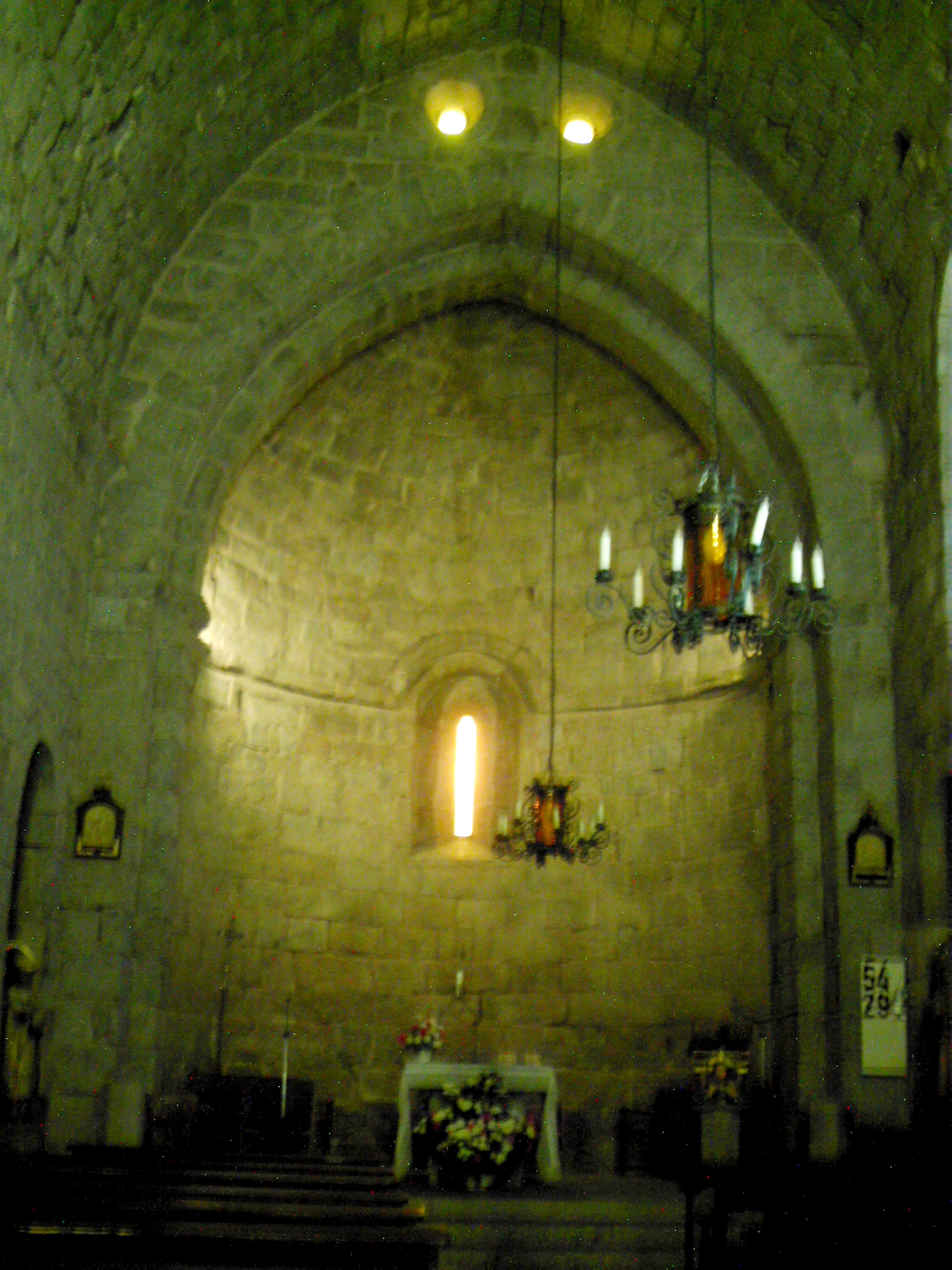
L'intérieur
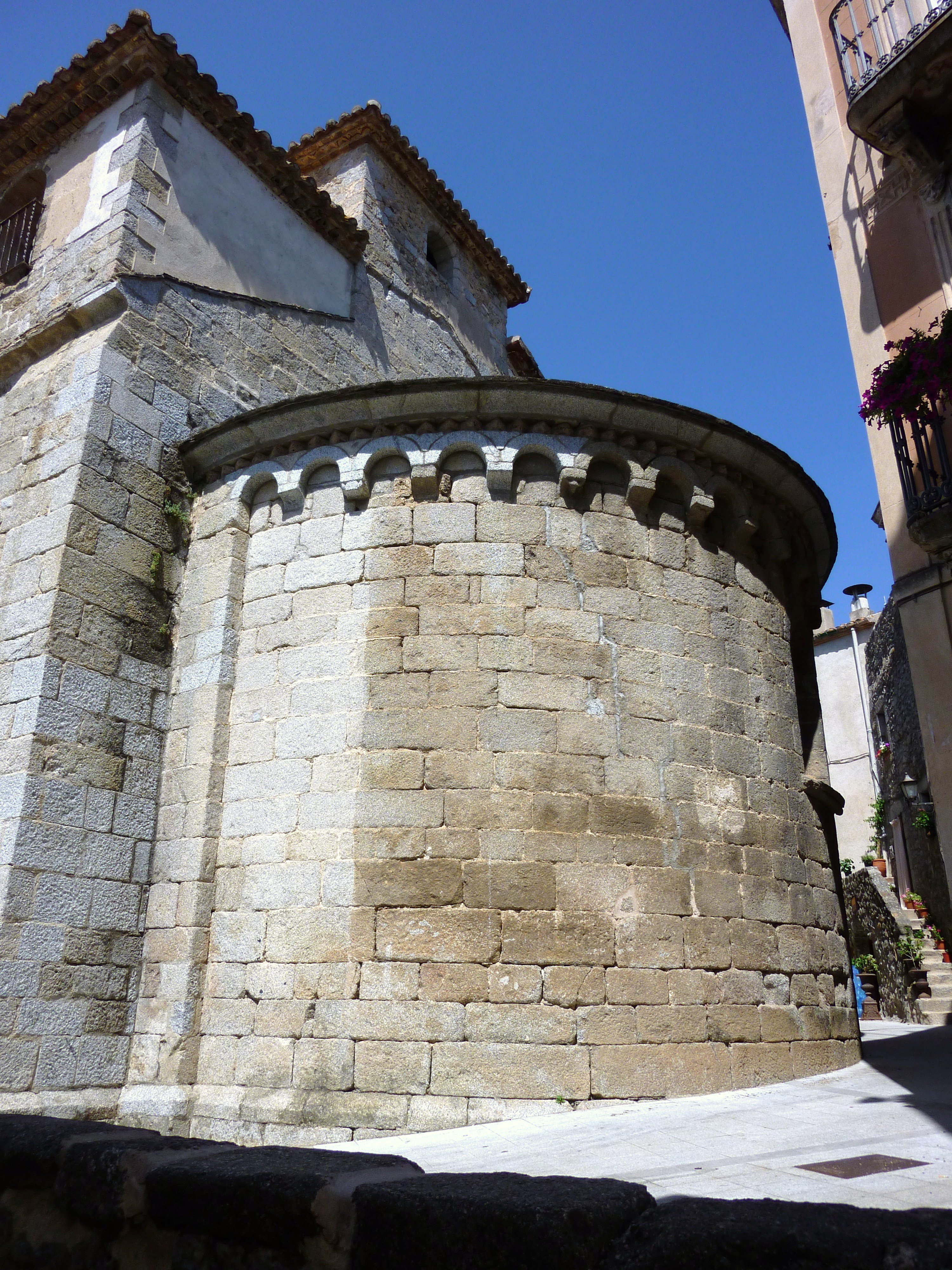
L'abside

La chapelle Saint-Sebastien
La chapelle a été construite après l'épidémie de peste, à la fin du XVIe siècle, grâce à des contributions populaires. La chapelle actuelle correspond à une rénovation en profondeur faite au XVIIIe siècle.

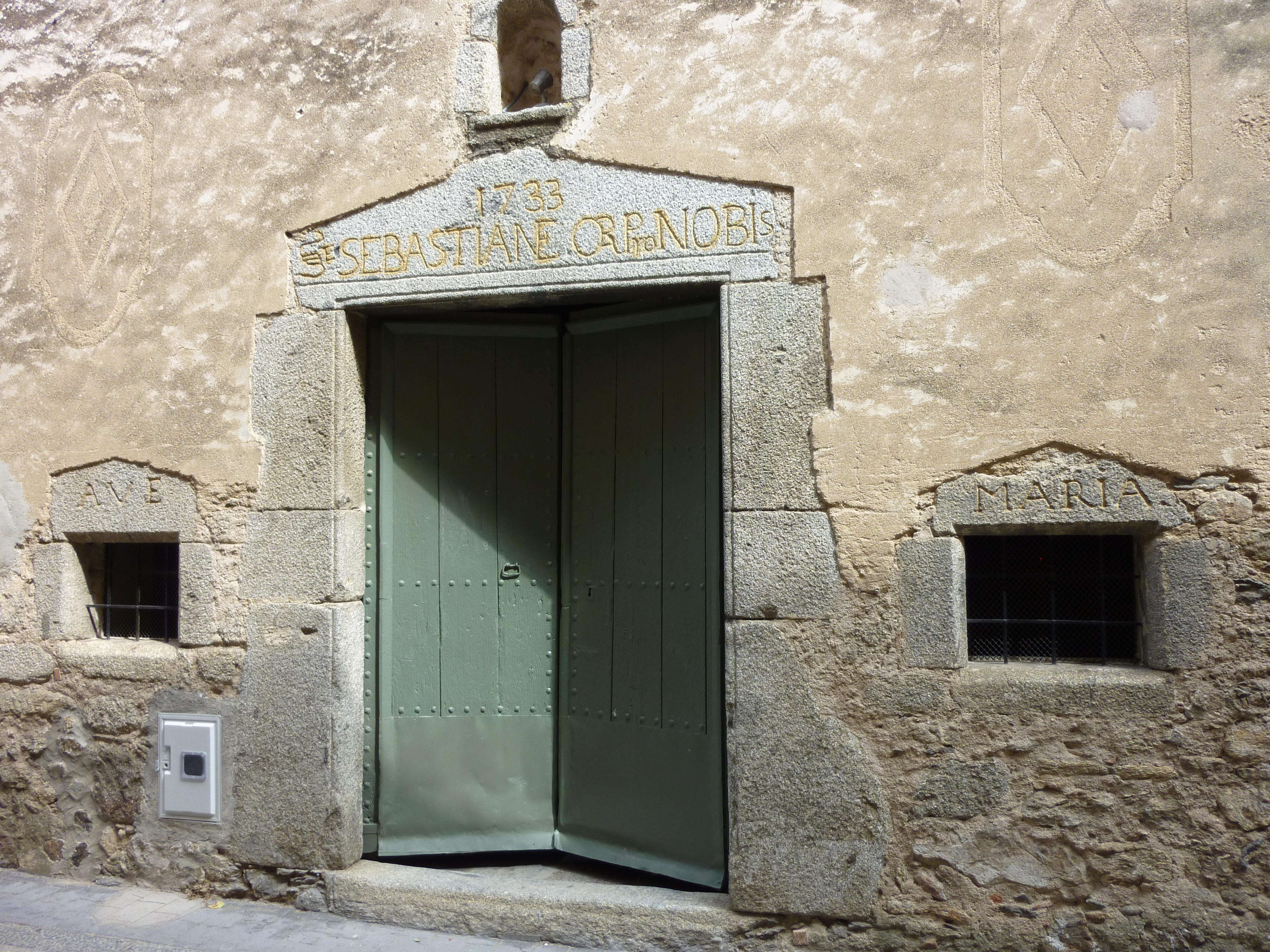
Façade de la chapelle
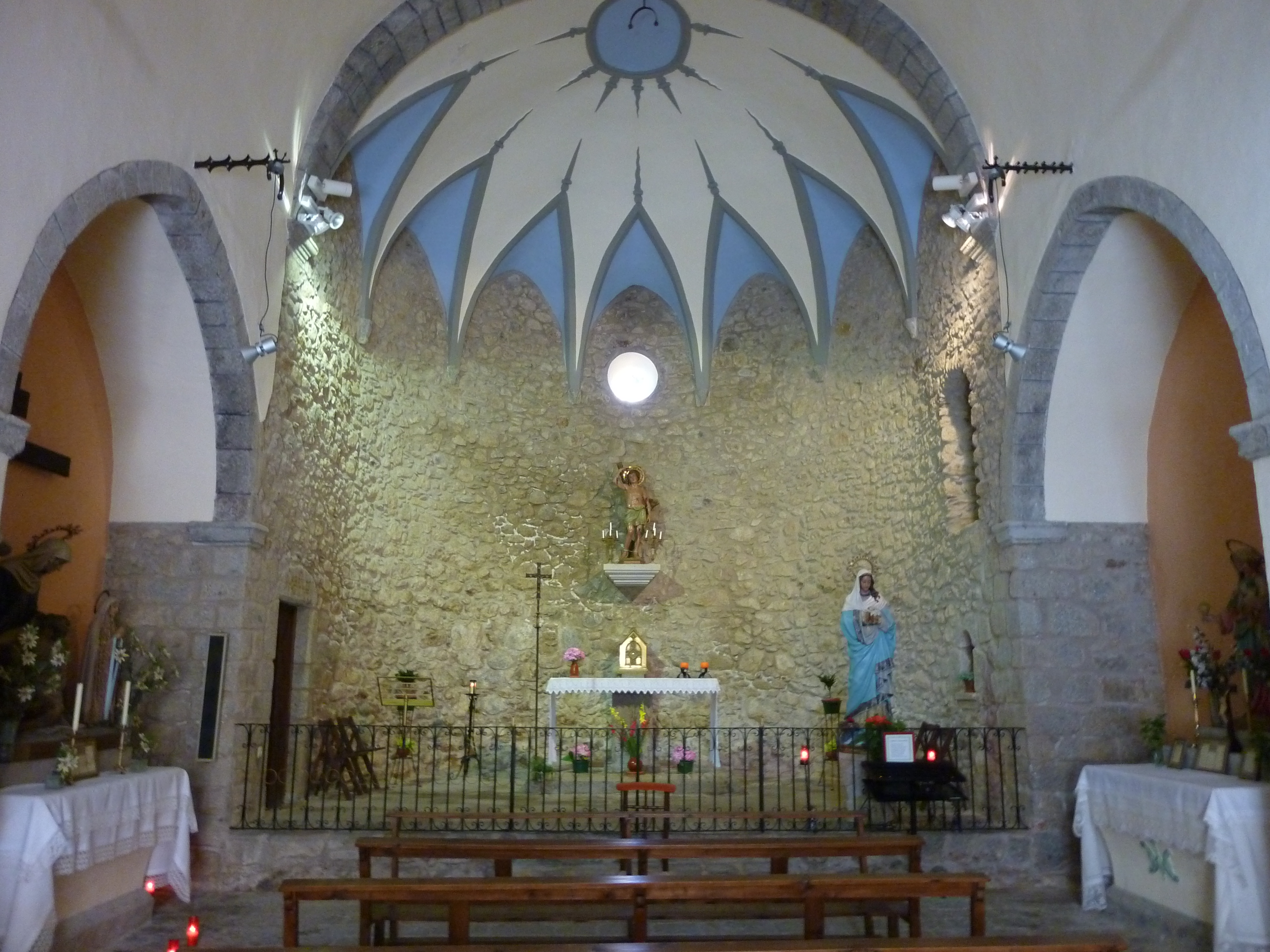
Intérieur de la chapelle
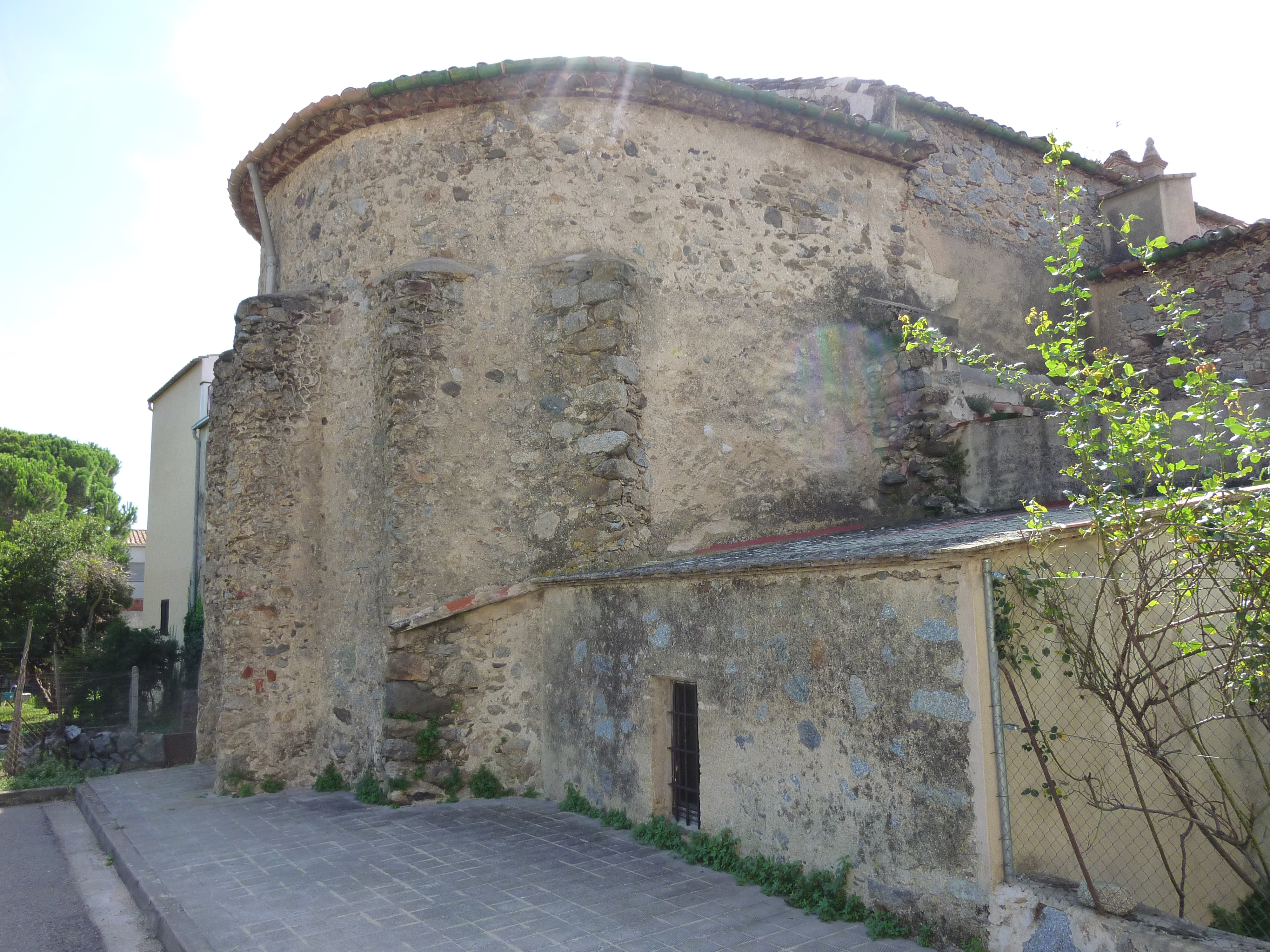
Abside

Le sanctuaire de Notre-Dame des Salines
Le sanctuaire de Notre-Dame des Salines est situé près du pic des Salines, à 1 100 mètres de hauteur et à 15 kilomètres du village. Il a été construit en 1271 et réformé au XVIIIe siècle.

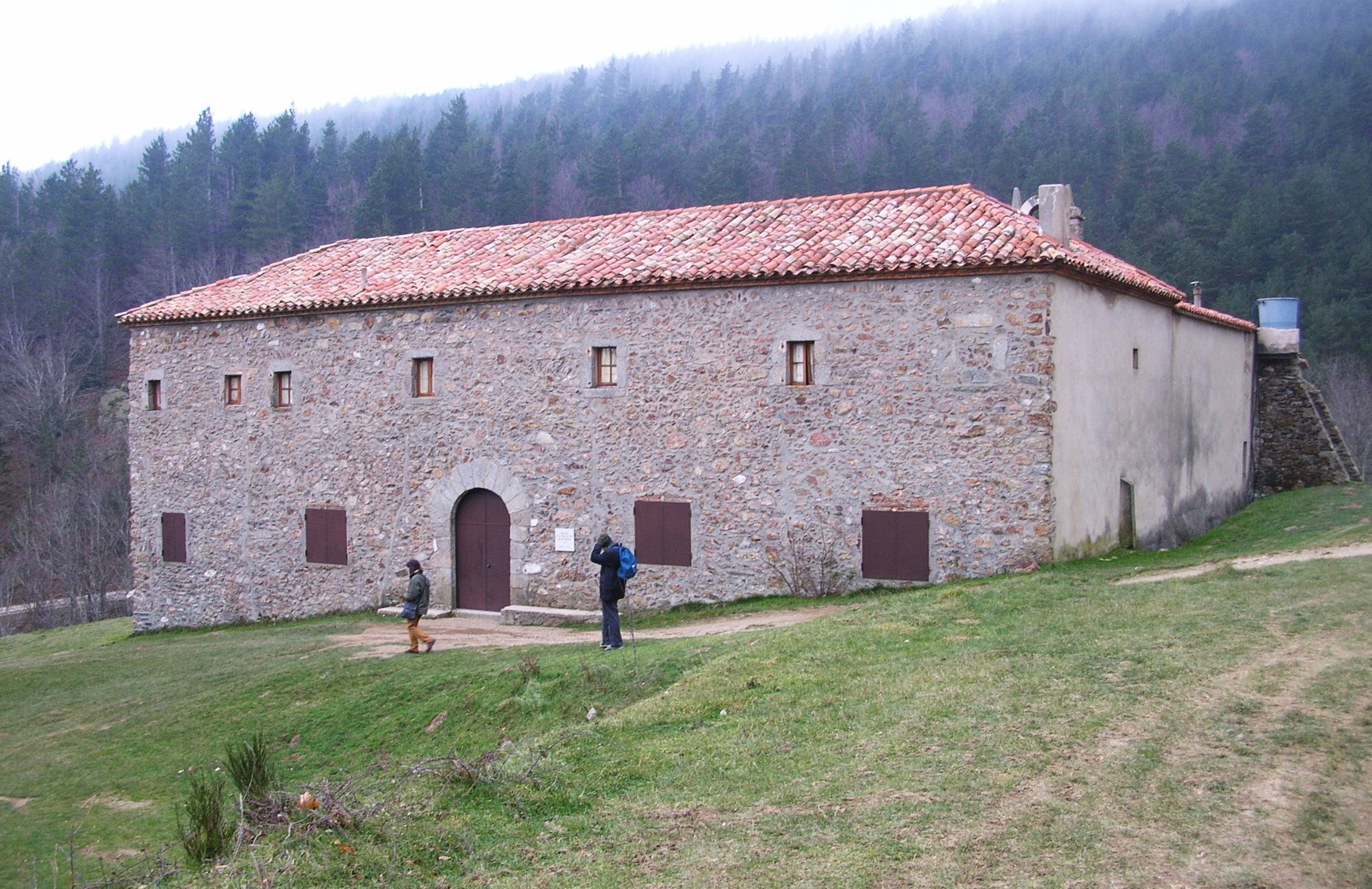
Façade du sanctuaire
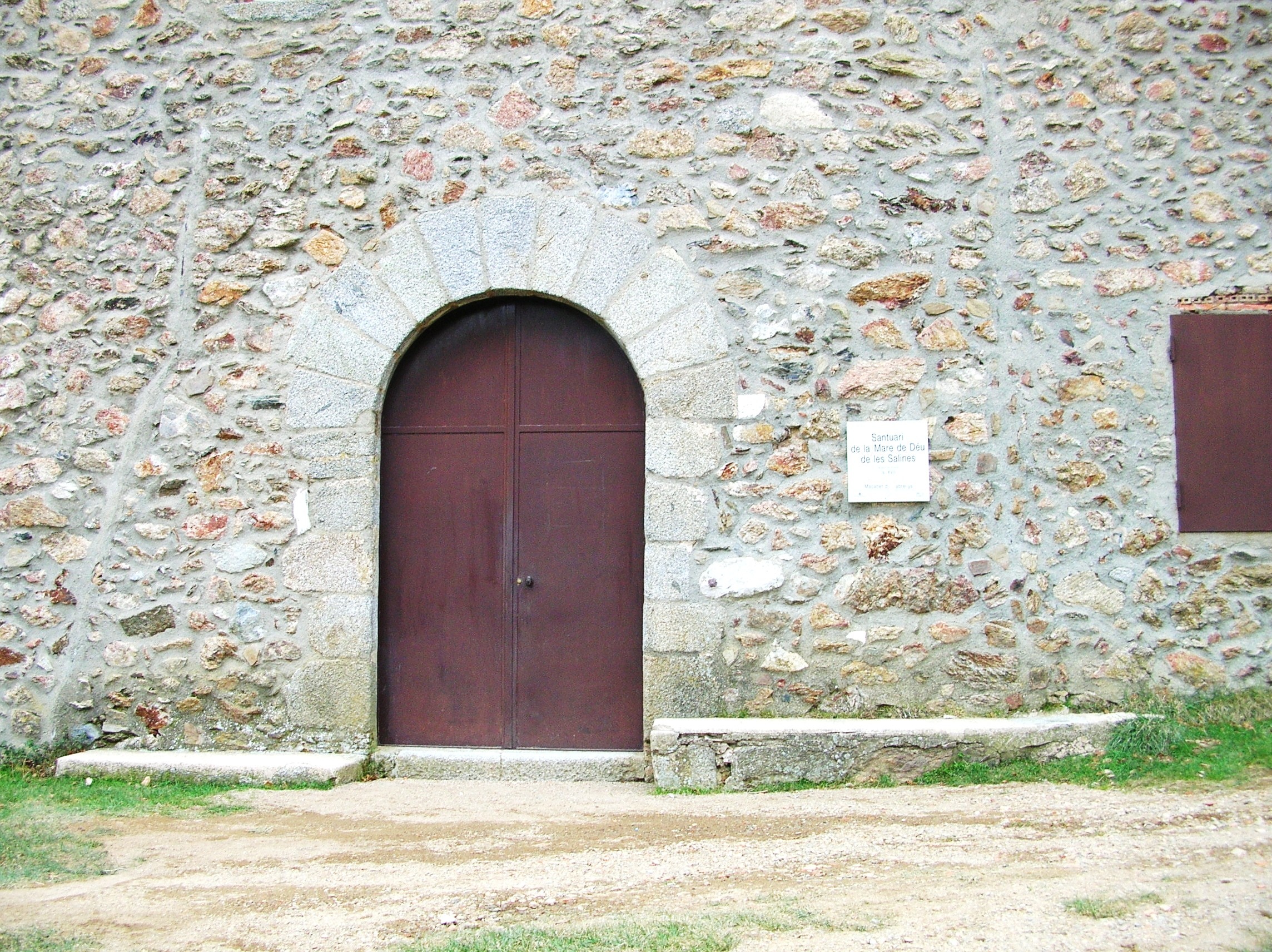
La porte du sanctuaire
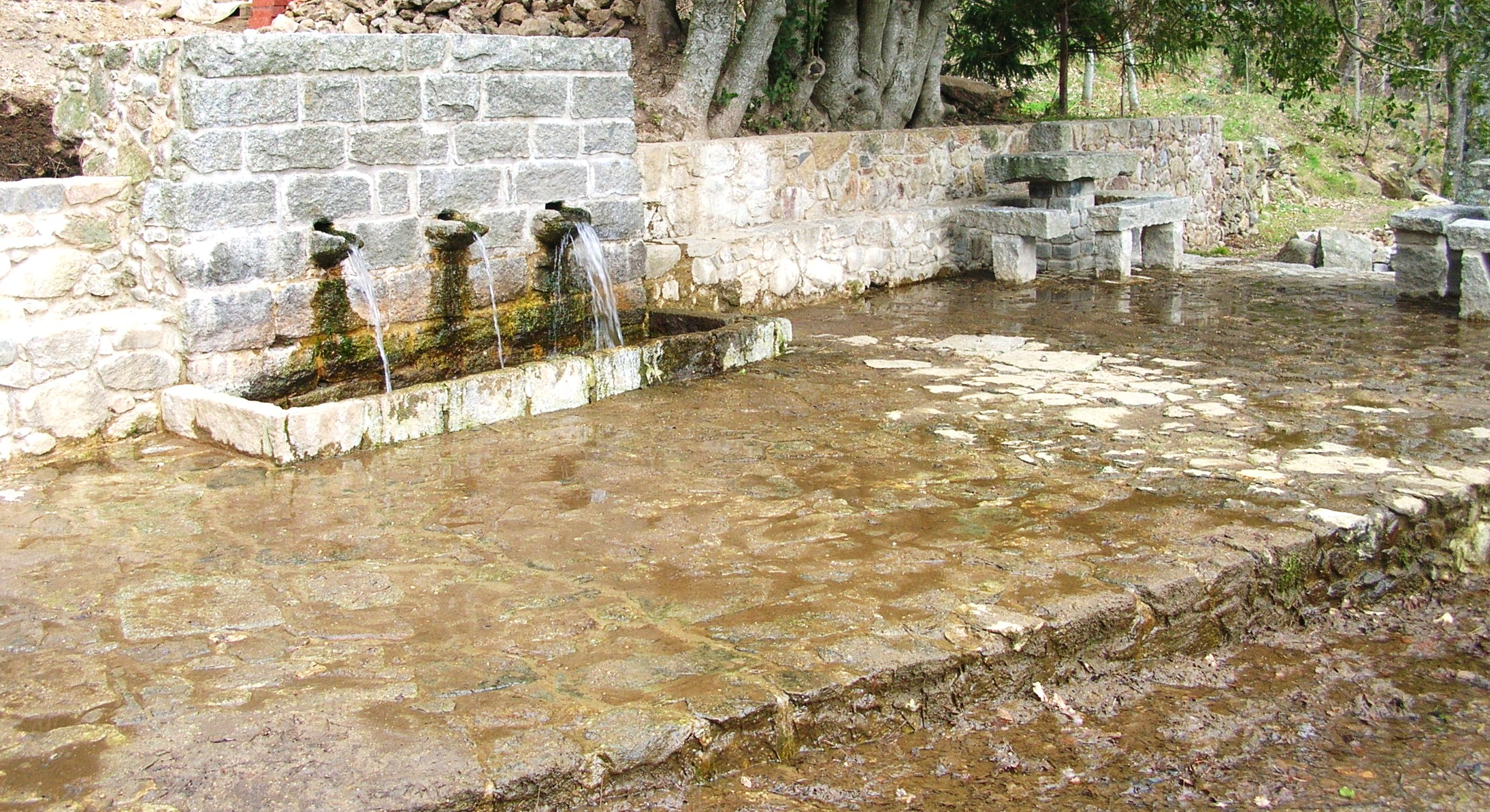
La source des trois jets, à côté du sanctuaire
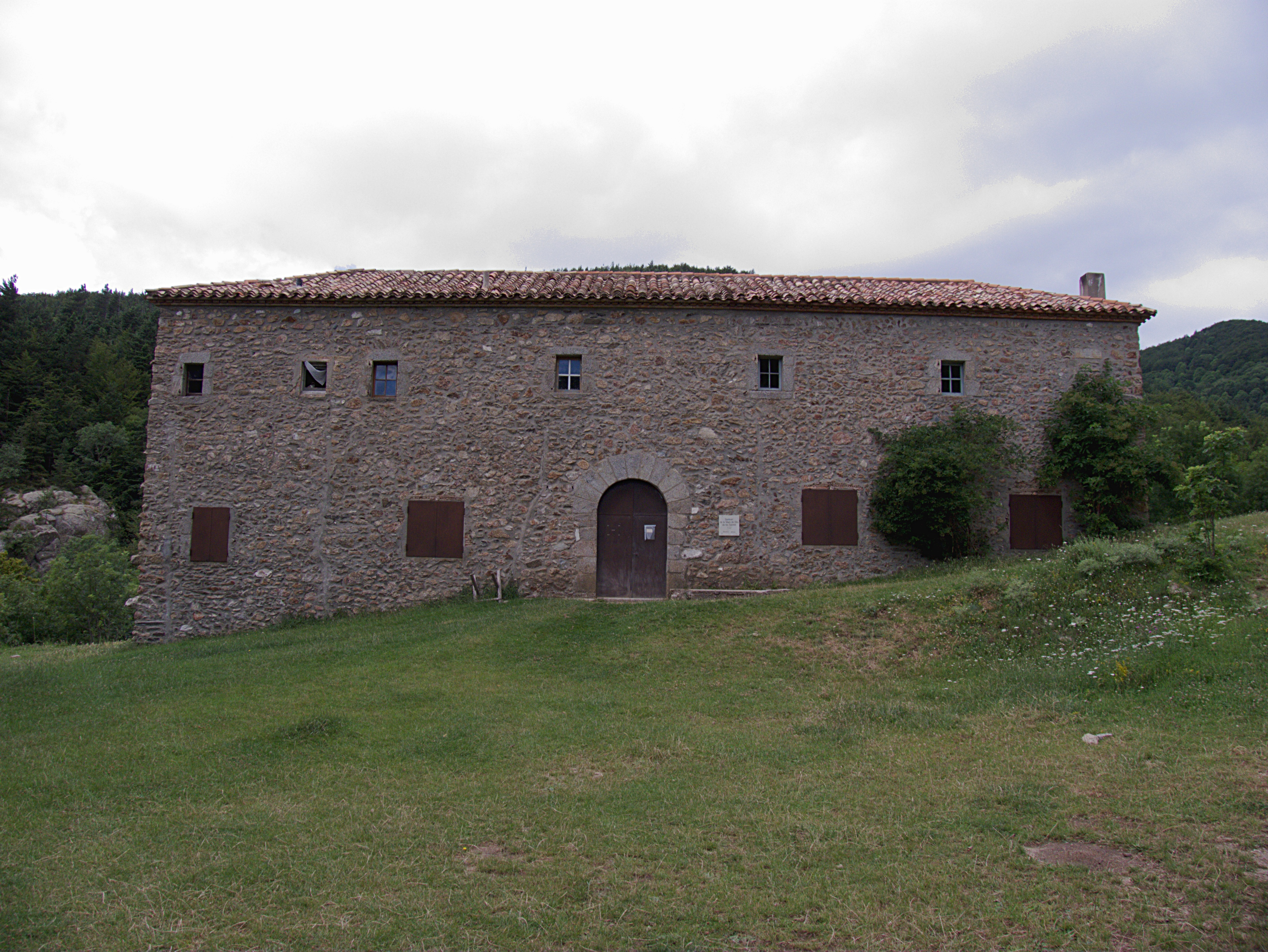
Vue de face de la façade

Le château de Cabrera
Isolé au nord-est du village, c'est un château fort du XIe siècle en ruines.